# Isuzu Bellett
O Isuzu Bellett é um automóvel do segmento C produzido pelo fabricante japonês Isuzu entre 1963 e 1973. Projetado pela Isuzu, o Bellett substituiu o Isuzu Hillman Minx, fabricado pela Isuzu sob licença do Rootes Group.
O carro estava disponível como um sedã de quatro ou duas portas, uma rara perua de duas portas comercializada como um veículo comercial, chamada Bellett Express, e uma variante comercial de uma tonelada ainda mais rara comercializada como Isuzu Wasp. Havia também um sedã de quatro portas com carroceria e suspensão traseira diferentes, chamado Bellett B. Por fim, havia um cupê de duas portas e uma versão fastback do mesmo. Depois que a General Motors adquiriu uma participação na Isuzu, o Bellett foi substituído pelo T-car "global" da GM, inicialmente chamado Isuzu Bellett Gemini e depois simplesmente Isuzu Gemini, que tecnicamente tinha pouco a ver com seu antecessor. Um total de 170.737 Belletts originais foram fabricados.
A palavra Isuzu traduzida para o inglês significa "cinquenta sinos". O nome "Bellett" se referia a "um Bellel menor", um modelo anterior e maior fabricado pela Isuzu.

## Sedã
Lançado em junho de 1963, o sedã usava um motor a gasolina OHV de quatro cilindros em linha de 1,5 L e um motor a diesel de 1,8 L. O diesel de 50 PS (37 kW; 49 hp) recebeu uma engrenagem muito baixa de 4,1:1 - opcionalmente disponível também para o 1,5 - resultando em uma velocidade máxima de apenas 104 km/h. Em abril de 1964, eles foram acompanhados pelo motor OHC de quatro cilindros em linha de 1,3 L já em uso na picape Wasp, época em que uma versão furgão/perua de três portas chamada Express (no Japão) também foi adicionada à linha. Em 1966, uma leve reestilização apresentou um painel frontal revisado, e o modelo Bellett B foi adicionado. No final de 1966, um motor SOHC de 1,6 litro foi adicionado para o 1600 GT. Em 1971, a linha Bellett passou por uma segunda reestilização, que também marcou o fim dos Belletts movidos a diesel.

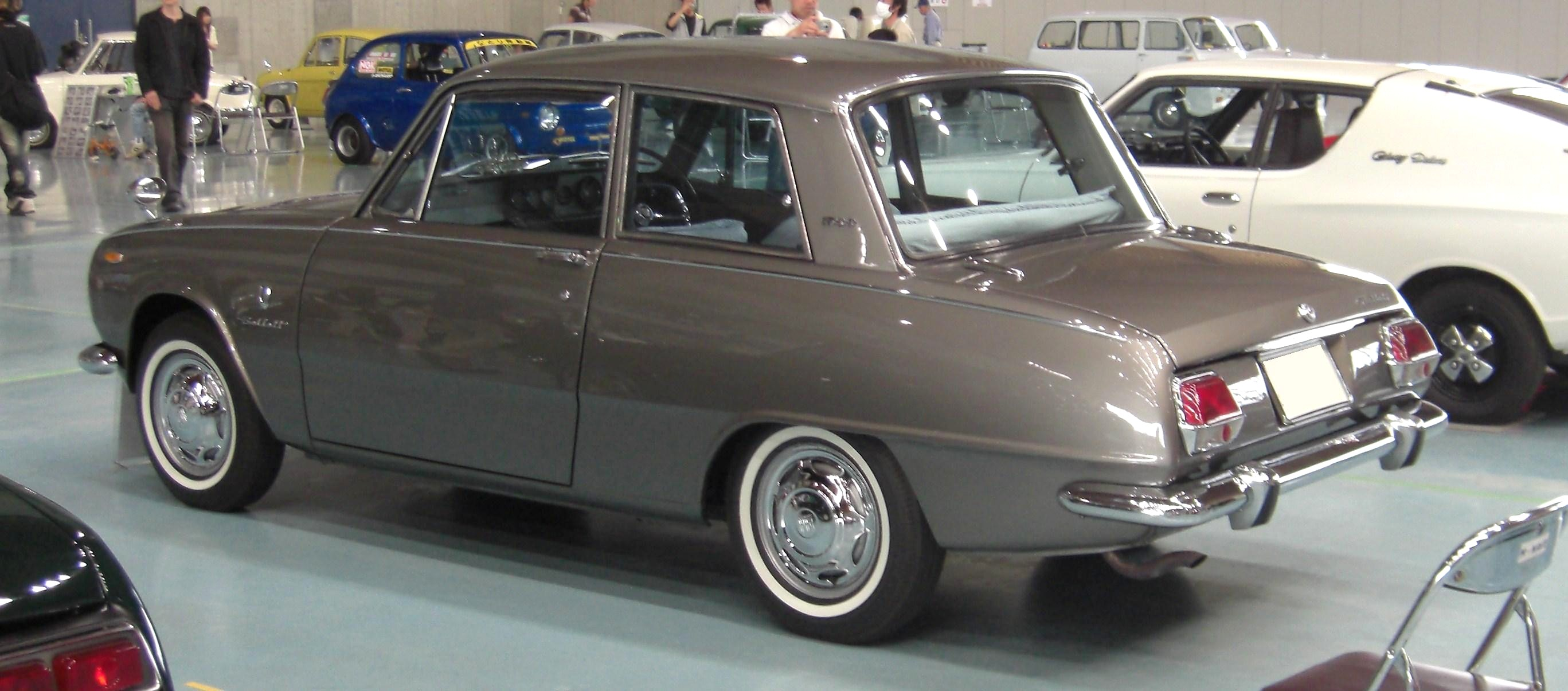
Bellett 1500 sedã de 2 portas

O Bellett foi o primeiro Isuzu a ser exportado para a Europa, quando mil carros foram enviados para a Finlândia em janeiro de 1965. A Isuzu entrou no mercado suíço após expor no Salão de Genebra de 1965. O importador finlandês também comercializou Alfa Romeos e Jaguares e, consequentemente, usou as corridas como seu principal método de publicidade. O Isuzu Bellett foi o primeiro carro japonês a ser importado regularmente para a Suécia. As exportações para o Canadá também começaram em março de 1965 e a produção de Belletts no Canadá começou em 1968.
Uma linha de sedãs de 1,6 litro foi montada na Nova Zelândia pela Campbell Industries em Thames de 1968 a 1970. A produção inicial apresentava uma grade prateada e lanternas traseiras quadradas; uma reestilização trouxe uma nova grade preta e lanternas traseiras retangulares mais longas. O carro foi importado sob as regras do "clube 300", que incentivavam a montagem de até 300 unidades por ano, usando o máximo possível de peças feitas localmente. A montagem de carros Isuzu parou depois que a GM assumiu sua participação; o próximo Isuzu a ser construído e vendido na Nova Zelândia foi o Gemini de 1977, comercializado pela GMNZ como um Isuzu em vez de um Holden como na Austrália.
O Bellett foi montado sob licença pela Francisco Motors Corporation em Las Piñas, Filipinas, de 1965 a 1974.

### Bellett B

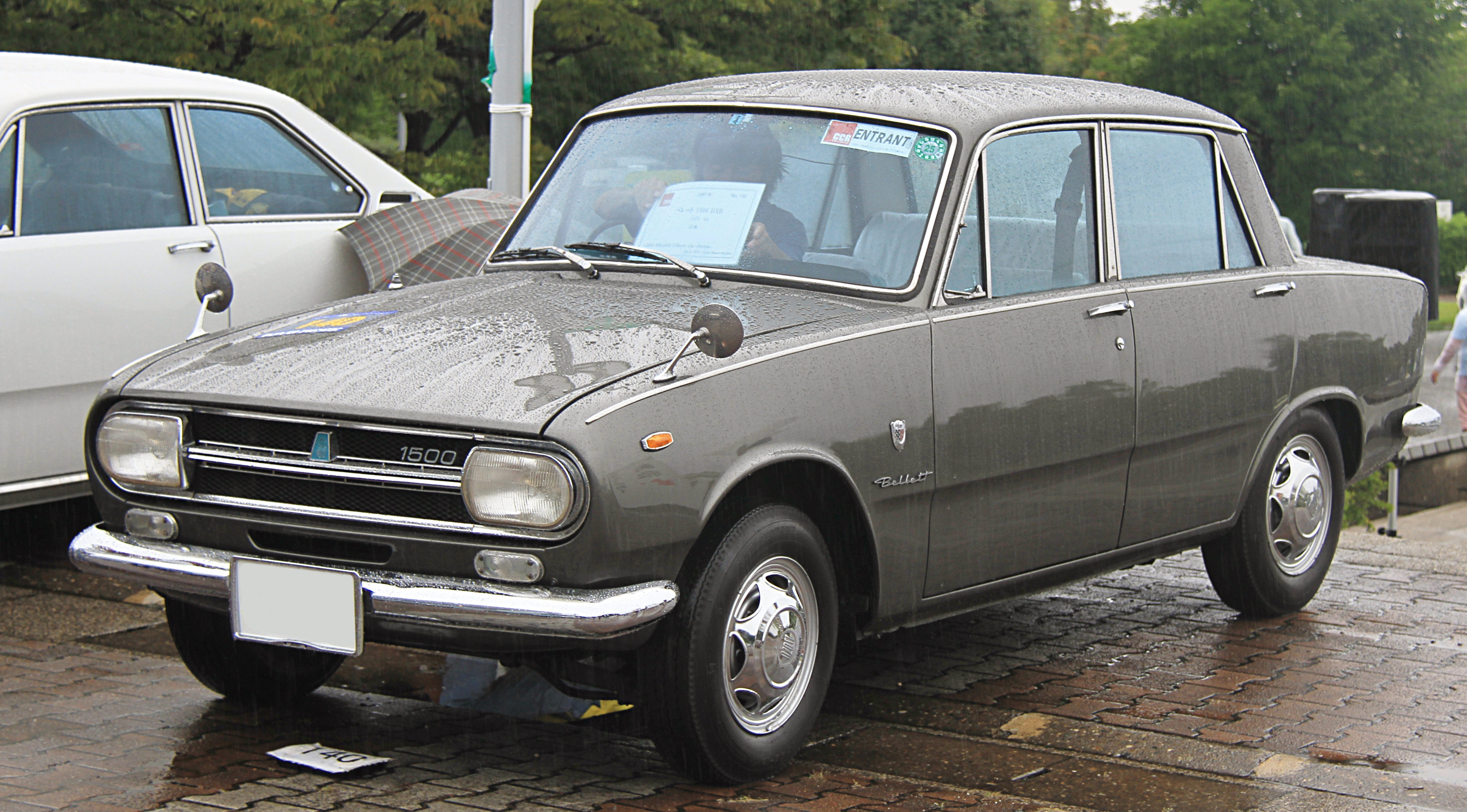
Isuzu Bellett B 1967

Introduzida em novembro de 1966, a linha Bellett B era uma versão simplificada com sua própria carroceria traseira e maior espaço para bagagem, especialmente para uso comercial (principalmente táxi). O B tinha um eixo traseiro rígido com molas de lâmina semielípticas, que era mais barato e ocupava menos espaço do que a suspensão traseira independente do Bellett regular. As portas traseiras eram as mesmas do Bellett regular, mas a seção atrás era mais quadrada no design, com aberturas de roda arredondadas e uma inclinação reversa do painel traseiro em vez do design inclinado para frente do Bellett de uso privado. Originalmente equipado com o motor a gasolina de 1,3 litro ou o diesel de 1,8, um motor de 1,5 litro que funcionava com GLP foi adicionado no final do ano. Esta unidade tinha 63 PS (46 kW) em vez dos 72 do G150 regular. Outra diferença visual era o uso de faróis retangulares largos em vez de unidades redondas duplas. Uma versão de uso privado com especificações reduzidas, chamada "Bellett Special", usando o motor de 1,3 litro e o clipe dianteiro do B, embora com carroceria de sedã de duas portas, foi adicionada em 1969. A suspensão do Bellett B também foi usada no Florian maior, que apareceu em 1967.

### GT

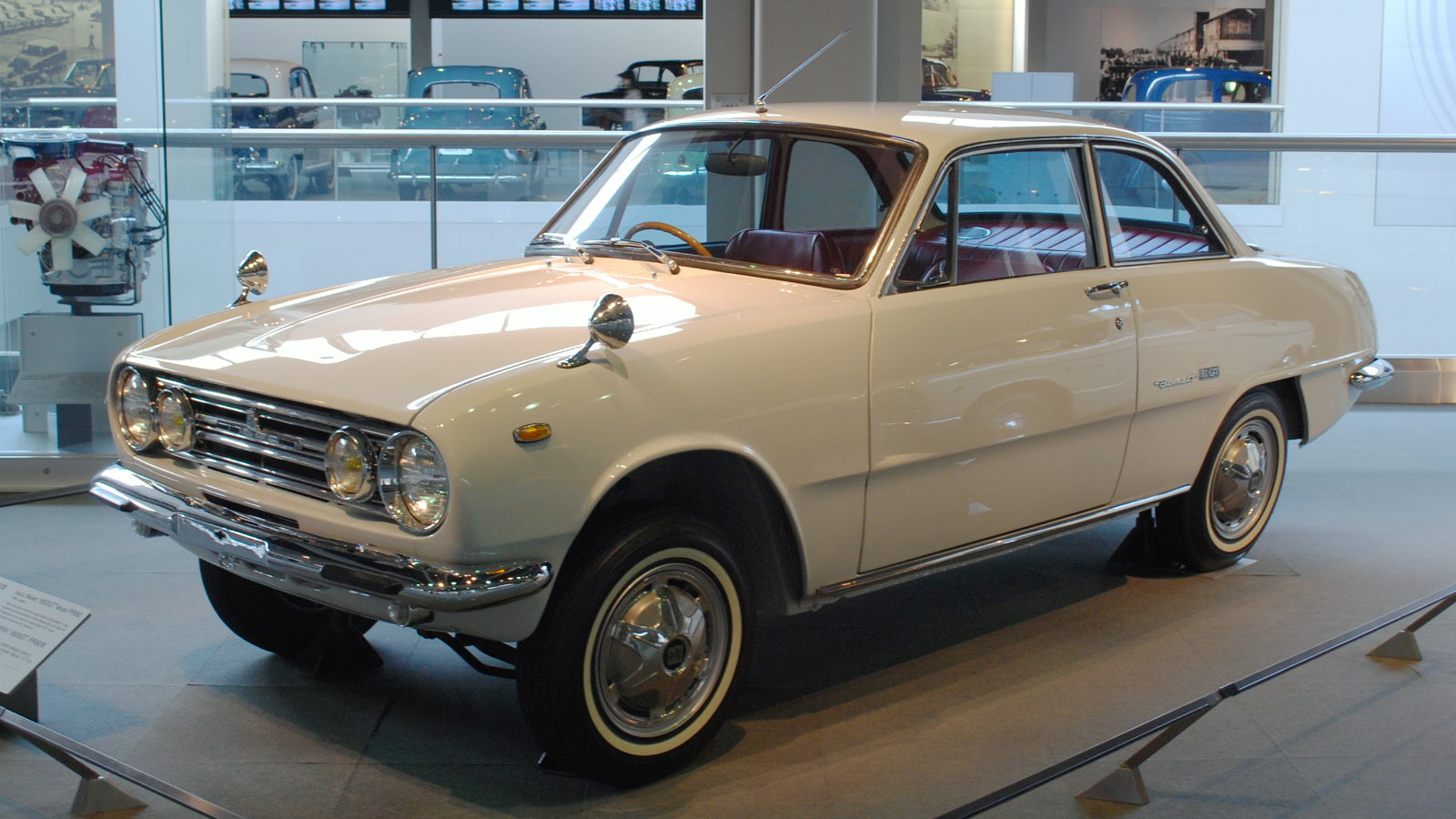
Isuzu Bellett GT 1966

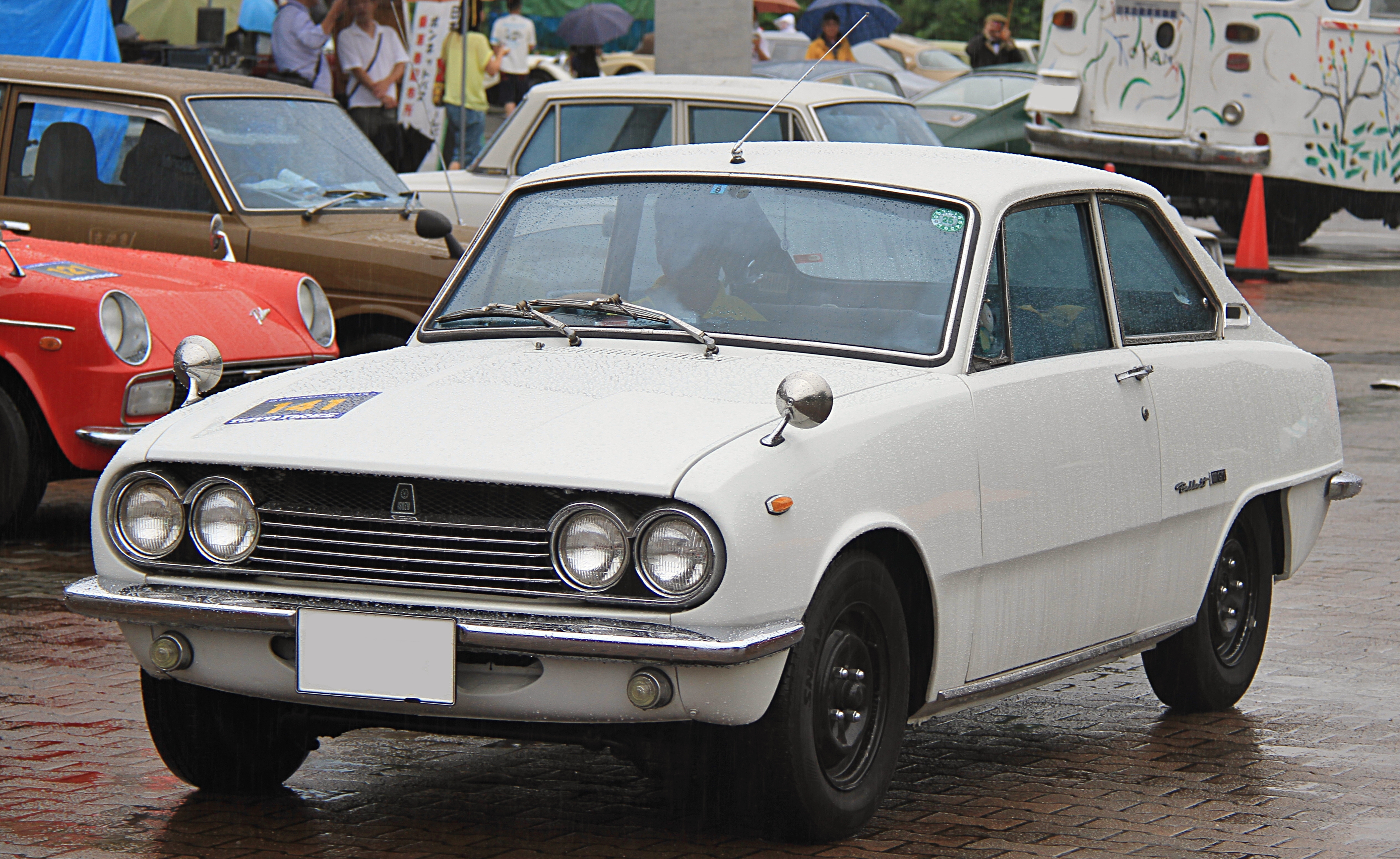
Isuzu Bellett GT Fastback 1967

O Isuzu Bellett GT, lançado em abril de 1964, era um cupê de duas portas com altura 40 mm (1,6 pol) menor que o sedã, equipado com um motor a gasolina 1.6 L OHV com dois carburadores. Foi o primeiro carro japonês a ser chamado de "GT" (Gran Turismo). Setembro de 1964 viu a chegada de uma versão 1.5 L do GT, freios a disco dianteiros e algumas pequenas modificações no painel frontal. No final de 1966, o motor SOHC 1.6 litro G161 com 90 PS (66 kW; 89 hp) foi introduzido, um pouco depois da adição em abril de um estilo de carroceria fastback.
Em 1969, a potência do motor base foi aumentada para 95 PS (70 kW; 94 hp), quando o GT-R também foi adicionado, e em 1970 ele foi acompanhado por um motor SOHC de 1,8 L. Houve também um 1500 Sport (1966), essencialmente um GT, mas com a carroceria do sedã de duas portas. Este foi transformado no 1600 Sport em 1968, com o motor G161 SOHC. O 1600 GT foi complementado pelo 1800 GT de 115 PS (85 kW; 113 hp) em 1970, e após a reestilização de 1971, o 1800 GTN ("N" para Normal) com 100 PS (74 kW; 99 hp) foi adicionado.

### GT-R

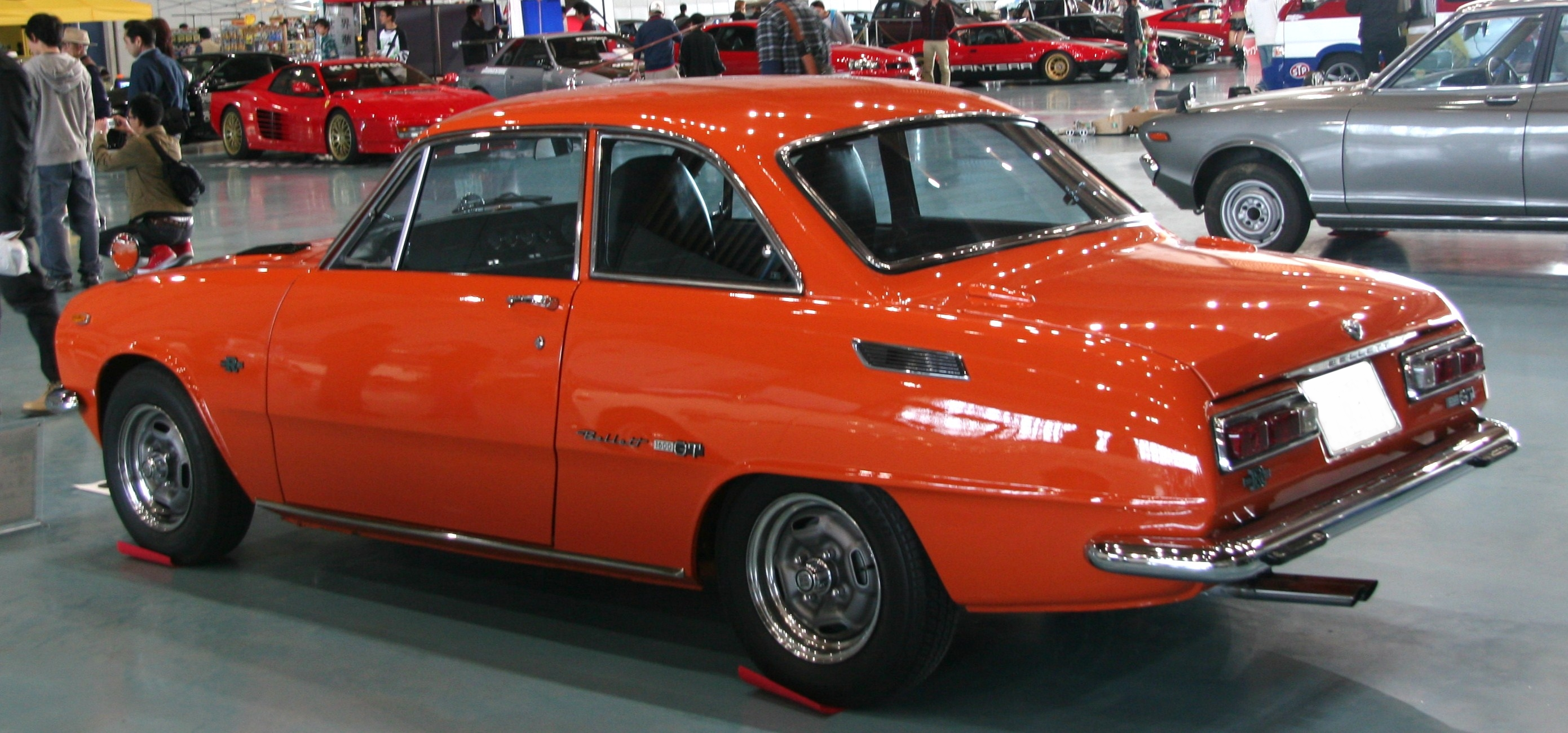
Bellett GT-R 1970

O GT-R, mais especificamente GT Type-R (para "racing"), era uma versão de corrida do GT, também disponível para clientes individuais. Apresentado pela primeira vez em setembro de 1969, o GT-R apresentava um motor 1.6 L DOHC do 117 Coupé, freios hidráulicos e inúmeras outras modificações. Disponível apenas com carroceria cupê notchback de duas portas. Era visualmente diferente de outros Belletts principalmente por um esquema de pintura específico, que incluía um capô completamente preto. O GT-R obteve muitos sucessos em corridas e ganhou sua própria comunidade de fãs. Apenas cerca de 1.400 GT-Rs foram fabricados.

## Wasp
Uma variante de picape leve, a Isuzu Wasp, foi introduzida em 1963. Ela apresentava um chassi de caixa e estrutura de carroceria totalmente de aço, e foi produzida em estilos de carroceria de picape e plataforma. A Wasp foi oferecida com o motor a gasolina G130 de 1325 cc e o motor a diesel C180 de 1764 cc. O motor Bellett de 1500 cc também foi oferecido em alguns modelos de exportação, incluindo todo o embarque australiano de 122 unidades, todas oferecidas com um banco inteiriço, motor Bellett de 1500 cc e em uma escolha de opções trayback ou styleside. A pequena cabine da Wasp significava que as vendas eram lentas na Austrália e levou três anos para vender o que havia sido pretendido como um lote inicial.
A Wasp foi produzida até 1972, quando foi substituída pela Faster, conhecida como Chevrolet LUV em muitos mercados.

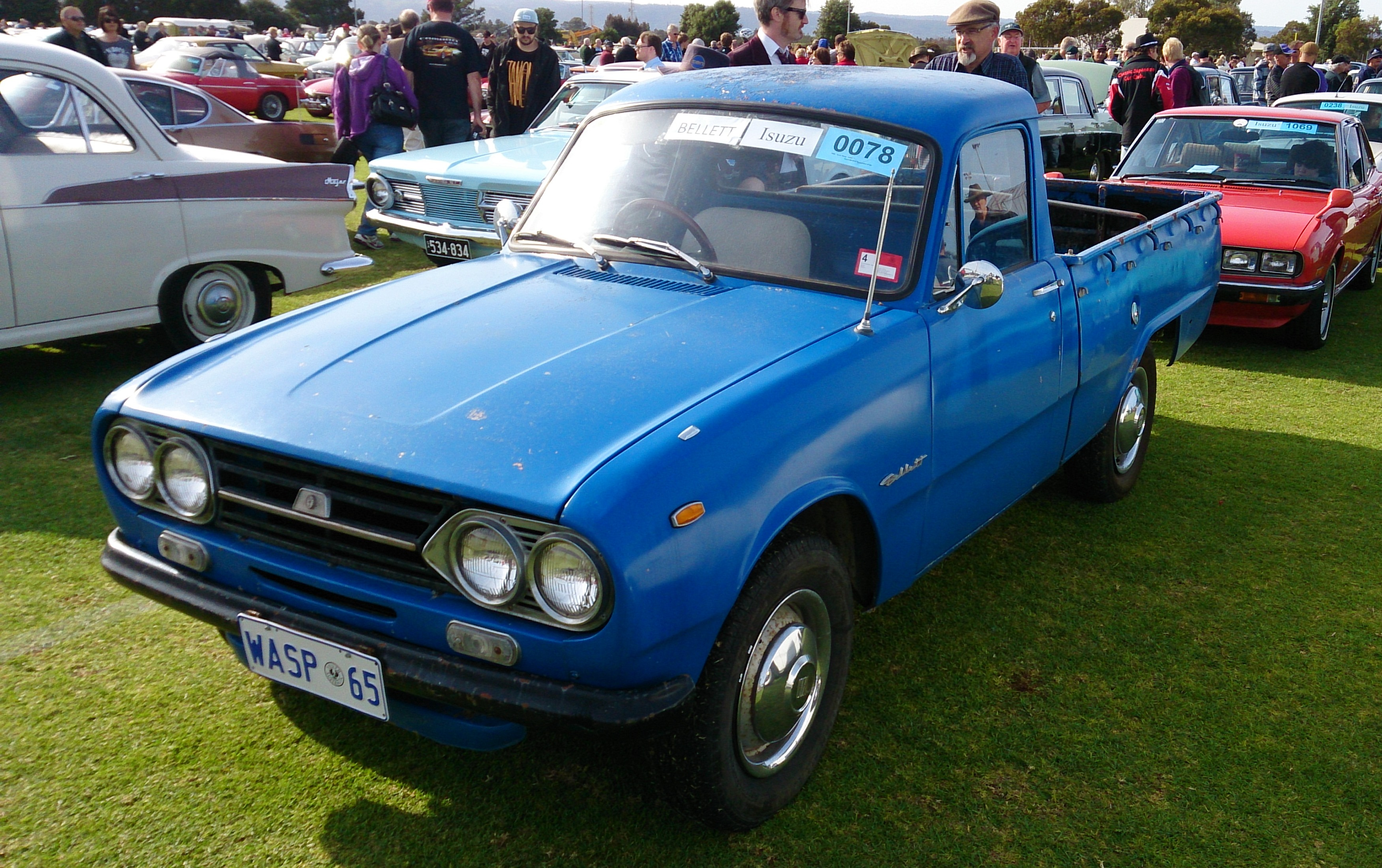
Isuzu Wasp picape 1965
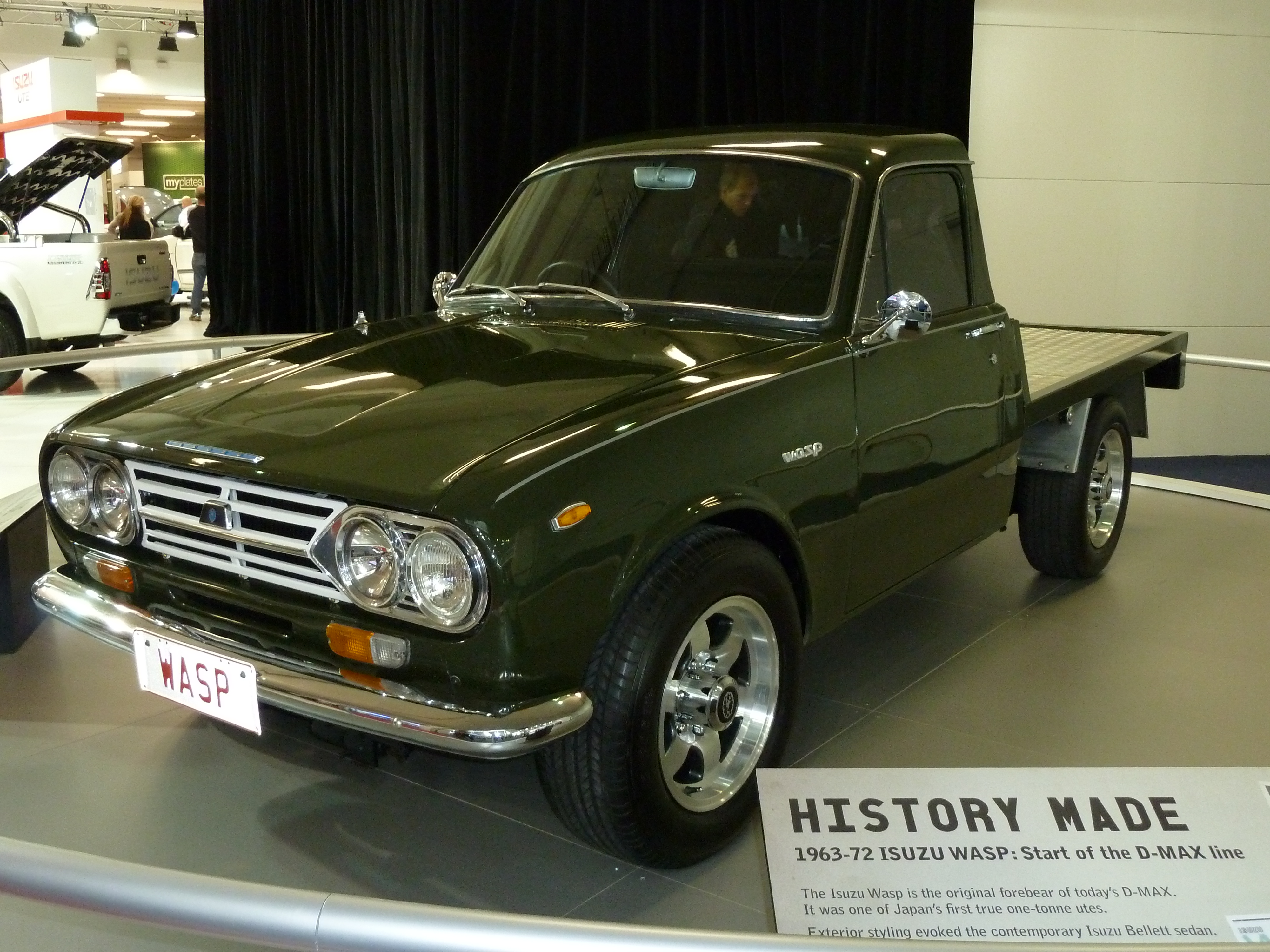
Isuzu Wasp (KR20) chassi-cabine (com rodas não padrão)